# Władysław Podkowiński

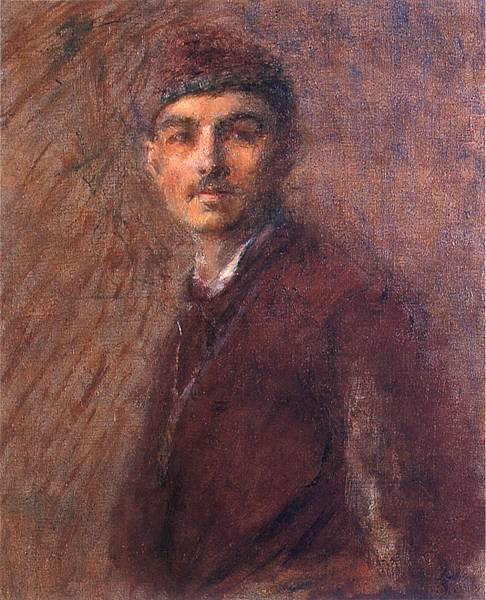
Autorretrato de 1887

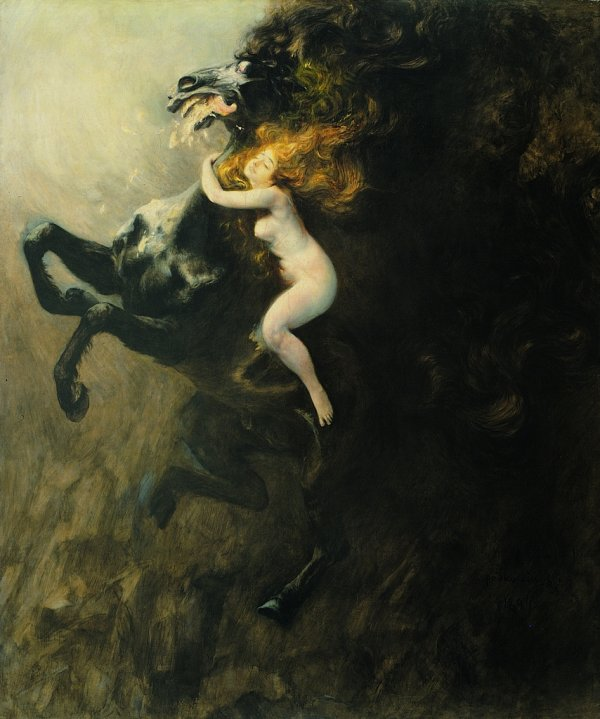
La Folie, 1894.

Władysław Podkowiński (Varsovia, 4 de febrero de 1866 –ibídem, 5 de enero de 1895) fue un pintor e ilustrador polaco.

## Biografía
Nacido en Varsovia, comenzó sus estudios artísticos en la academia de dibujo de Wojciech Gerson. En 1885, junto con su amigo Józef Pankiewicz, fueron a estudiar en la Academia Imperial de las Artes de San Petersburgo.
Tras un viaje a París, de nuevo con Pankiewicz, Podkowiński quedó muy influenciado por los pintores Impresionistas, sobre todo de Claude Monet. 
Su cuadro más conocido, Szał uniesień (La locura o frenesí de las exultaciones), a tamaño natural (275 × 310 cm), causó un gran escándalo al ser exhibido en 1894 y a poco más de un mes Podkowinski lo destrozó con un cuchillo. Fue restaurado después de su muerte.
Murió de tuberculosis a los 28 años de edad en su Varsovia natal.